# Atletism la Jocurile Olimpice de vară din 1996 - 1.500 m (feminin)
Proba de 1.500 de metri feminin de la Jocurile Olimpice de vară din 1996 a avut loc în perioada 31 iulie-3 august 1996 pe Centennial Olympic Stadium.

## Recorduri
Înaintea acestei competiții, recordurile mondiale și olimpice erau următoarele:
| Record  | Atletă           | Timp    | Loc                 | Data               |
| ------- | ---------------- | ------- | ------------------- | ------------------ |
| Mondial | Qu Yunxia (CHN)  | 3:50,46 | Beijing, China      | 11 septembrie 1993 |
| Olimpic | Paula Ivan (ROU) | 3:53,96 | Seul, Coreea de Sud | 1 octombrie 1988   |

## Rezultate

### Calificări
S-au calificat primele șase atlete din fiecare serie și următoarele atlete cu cei mai buni 6 timpi. 

#### Seria 1
| Loc | Atletă              | Țară                       | Timp    |
| --- | ------------------- | -------------------------- | ------- |
| 1   | Theresia Kiesl      | Austria                    | 4:09,24 |
| 2   | Svetlana Masterkova | Rusia                      | 4:09,88 |
| 3   | Hassiba Boulmerka   | Algeria                    | 4:09,96 |
| 4   | Carmen Wüstenhagen  | Germania                   | 4:10,06 |
| 5   | Sinéad Delahunty    | Irlanda                    | 4:10,20 |
| 6   | Gwen Griffiths      | Africa de Sud              | 4:10,80 |
| 7   | Anna Brzezińska     | Polonia                    | 4:11,06 |
| 8   | Leah Pells          | Canada                     | 4:13,17 |
| 9   | Frédérique Quentin  | Franța                     | 4:15,95 |
| 10  | Julianne Henner     | Statele Unite ale Americii | 4:27,14 |
| 11  | Khin Khin Htwe      | Myanmar                    | 4:30,64 |

#### Seria 2
| Loc | Atletă                  | Țară                       | Timp    |
| --- | ----------------------- | -------------------------- | ------- |
| 1   | Liudmila Borisova       | Rusia                      | 4:13,29 |
| 2   | Naomi Mugo              | Kenya                      | 4:13,35 |
| 3   | Carla Sacramento        | Portugalia                 | 4:13,57 |
| 4   | Cătălina Gheorghiu      | România                    | 4:13,82 |
| 5   | Blandine Bitzner-Ducret | Franța                     | 4:13,83 |
| 6   | Maite Zúñiga            | Spania                     | 4:14,05 |
| 7   | Sylvia Kühnemund        | Germania                   | 4:14,35 |
| 8   | Natalia Duhnova         | Belarus                    | 4:14,75 |
| 9   | Victoria Huber          | Statele Unite ale Americii | 4:14,82 |
| 10  | Sonia O’Sullivan        | Irlanda                    | 4:19,77 |
| 11  | Petia Strașilova        | Bulgaria                   | 4:26,66 |

#### Seria 3
| Loc | Atletă             | Țară                       | Timp    |
| --- | ------------------ | -------------------------- | ------- |
| 1   | Gabriela Szabo     | România                    | 4:07,32 |
| 2   | Kelly Holmes       | Marea Britanie             | 4:07,36 |
| 3   | Regina Jacobs      | Statele Unite ale Americii | 4:07,41 |
| 4   | Margaret Crowley   | Australia                  | 4:07,51 |
| 5   | Małgorzata Rydz    | Polonia                    | 4:07,51 |
| 6   | Liudmila Rogaciova | Rusia                      | 4:07,61 |
| 7   | Kutre Dulecha      | Etiopia                    | 4:07,69 |
| 8   | Malin Ewerlöf      | Suedia                     | 4:09,06 |
| 9   | Marta Domínguez    | Spania                     | 4:15,00 |
| 10  | Paula Schnurr      | Canada                     | 4:29,67 |

### Semifinale
S-au calificat primele cinci atlete din fiecare semifinală și următoarele atlete cu cei mai buni 2 timpi. 

#### Semifinala 1
| Loc | Atletă                  | Țară          | Timp    |
| --- | ----------------------- | ------------- | ------- |
| 1   | Theresia Kiesl          | Austria       | 4:09,44 |
| 2   | Gabriela Szabo          | România       | 4:09,83 |
| 3   | Svetlana Masterkova     | Rusia         | 4:10,35 |
| 4   | Małgorzata Rydz         | Polonia       | 4:10,77 |
| 5   | Gwen Griffiths          | Africa de Sud | 4:11,12 |
| 6   | Natalia Duhnova         | Belarus       | 4:11,43 |
| 7   | Carmen Wüstenhagen      | Germania      | 4:11,47 |
| 8   | Blandine Bitzner-Ducret | Franța        | 4:12,27 |
| 9   | Sinéad Delahunty        | Irlanda       | 4:12,52 |
| 10  | Maite Zúñiga            | Spania        | 4:14,10 |
| 11  | Liudmila Rogaciova      | Rusia         | 4:14,54 |
| 12  | Hassiba Boulmerka       | Algeria       | 4:23,86 |

#### Semifinala 2
| Loc | Atletă             | Țară                       | Timp       |
| --- | ------------------ | -------------------------- | ---------- |
| 1   | Kelly Holmes       | Marea Britanie             | 4:05,88    |
| 2   | Regina Jacobs      | Statele Unite ale Americii | 4:06,13    |
| 3   | Margaret Crowley   | Australia                  | 4:06,21    |
| 4   | Leah Pells         | Canada                     | 4:06,26    |
| 5   | Carla Sacramento   | Portugalia                 | 4:06,70    |
| 6   | Liudmila Borisova  | Rusia                      | 4:06,89    |
| 7   | Anna Brzezińska    | Polonia                    | 4:07,17    |
| 8   | Kutre Dulecha      | Etiopia                    | 4:09,03    |
| 9   | Malin Ewerlöf      | Suedia                     | 4:13,85    |
| 10  | Sylvia Kühnemund   | Germania                   | 4:16,85    |
| 11  | Naomi Mugo         | Kenya                      | 4:20,01 CA |
| –   | Cătălina Gheorghiu | România                    | DS         |

### Finala
| Loc | Atletă              | Țară                       | Timp    |
| --- | ------------------- | -------------------------- | ------- |
| 1   | Svetlana Masterkova | Rusia                      | 4:00,83 |
| 2   | Gabriela Szabo      | România                    | 4:01,54 |
| 3   | Theresia Kiesl      | Austria                    | 4:03,02 |
| 4   | Leah Pells          | Canada                     | 4:03,56 |
| 5   | Margaret Crowley    | Australia                  | 4:03,79 |
| 6   | Carla Sacramento    | Portugalia                 | 4:03,91 |
| 7   | Liudmila Borisova   | Rusia                      | 4:03,56 |
| 8   | Małgorzata Rydz     | Polonia                    | 4:05,92 |
| 9   | Gwen Griffiths      | Africa de Sud              | 4:06,33 |
| 10  | Regina Jacobs       | Statele Unite ale Americii | 4:07,21 |
| 11  | Kelly Holmes        | Marea Britanie             | 4:07,46 |
| 12  | Anna Brzezińska     | Polonia                    | 4:07,27 |
| –   | Naomi Mugo          | Kenya                      | NS      |